# 1565 w literaturze
Wydarzenia literackie w 1565 roku.

## Nowe książki
- polskie
  - Mikołaj Rej – Apocalypsis, to jest dziwna sprawa skrytych tajemnic Pańskich
  - Jan Dymitr Solikowski – Ziemianin albo Rozmowa ojca z synem o sprawie Polski (autorstwo niepewne)